# Тярлевский ручей
Тярлевский ручей — ручей, приток реки Славянки, протекающий по территории населённых пунктов Гуммолосары, Павловск и Тярлево.

## Физико-географическая характеристика
Ручей берёт своё начало в районе Гусарской улицы (Пушкин).
В Тярлевский ручей впадает Гуммолосарский ручей и два безымянных ручья.
Происхождение названия неизвестно. Ручей заболоченный и загрязнённый.
В районе Павловского вокзала через ручей построен автодорожный мост (улица Парковая).